# Tatjana Meissner

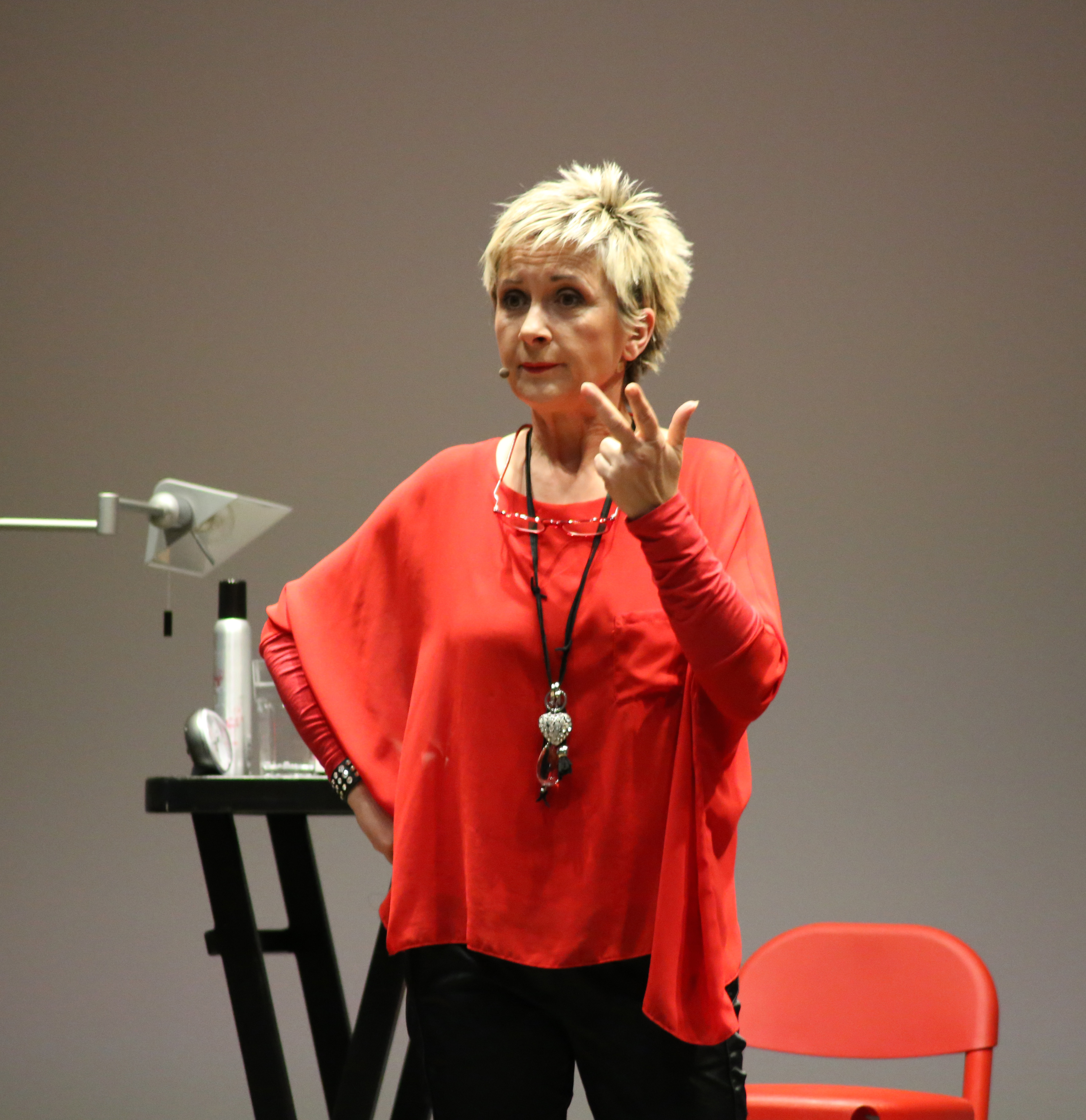
Tatjana Meissner in der Stadtbibliothek Nordhausen (2015)

Tatjana Meissner (* 27. April 1961 in Tangermünde) ist eine deutsche Kabarettistin, Fernsehmoderatorin und Autorin.

## Leben
Tatjana Meissner studierte an der Handelshochschule Leipzig Betriebswirtschaft mit dem Abschluss Diplom-Ökonomin, bevor sie als freiberufliche Tänzerin und Choreografin im Show-Tanz-Trio „Kora“ Bühnenerfahrungen sammeln konnte. Ab 1993 war sie mit verschiedenen Comedy-Shows auf Kabarett- und Kleinkunstbühnen Deutschlands unterwegs. Erste Fernseherfahrungen machte sie als Moderatorin beim Potsdamer Stadtfernsehen (PSF), Potsdam-TV und TV Berlin. Von 2006 bis 2010 moderierte sie beim MDR gemeinsam mit Roman Knoblauch die Sendung Überraschend närrisches Sachsen-Anhalt. Von 1998 bis 2005 moderierte sie außerdem in 400 Sendungen gemeinsam mit Achim Geimer wöchentlich die Spiel-Show Tele-Bingo und von 2003 bis 2004 die Sendung Delikat, das „Quiz zum Osten“, ebenfalls beim MDR.
Seit 2001 schreibt und produziert Meissner verschiedene Comedy-Shows und tritt als Kabarettistin mit Soloprogrammen und Lesungen auf deutschen Kabarettbühnen auf.

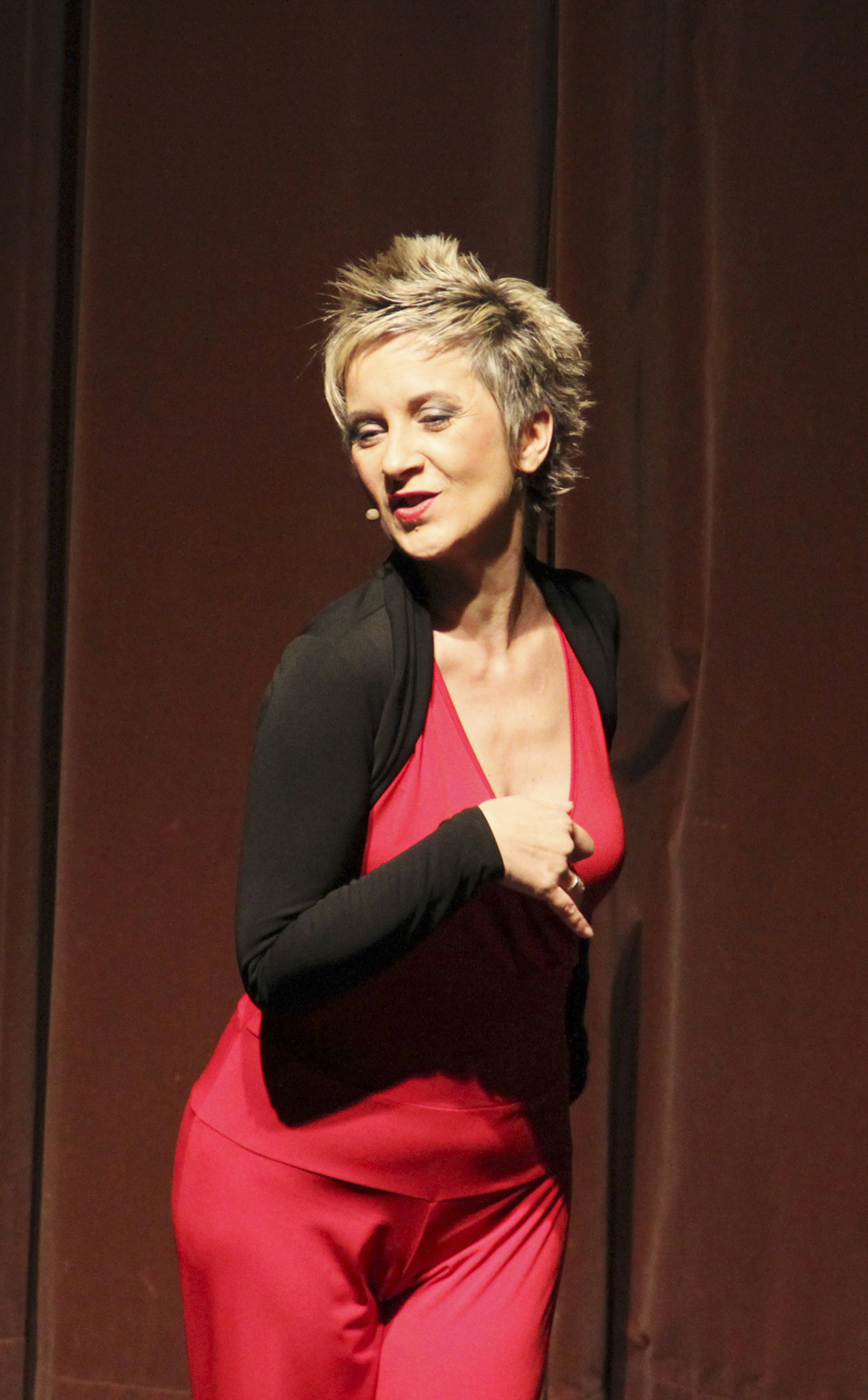
Tatjana Meissner (Bühnenfoto)

Meissner entwickelt neben ihrer Fernsehtätigkeit und der Arbeit als Kabarettistin Choreografien für freie Theater- und Kabarettgruppen und schreibt Kolumnen und Fernsehkonzepte für Comedyshows. Außerdem arbeitet sie als Moderatorin bei Veranstaltungen im Kulturbereich, z. B. bei Benefizveranstaltungen wie der Aidsgala in Wittenberg. Tatjana Meissner lebt in Potsdam.

## Bühnenprogramme
- 2009 Meissners Sex-Geschichten
- 2011 Alles außer Sex
- 2013 Best of Comedy
- 2014 Sexuelle Evolution
- 2015 Finde-mich-sofort.de – Die Onlinedatingcomedyshow
- 2016 Du willst es doch auch
- 2018 Die pure Hormonie
- 2019 Es war nicht alles Sex
- 2022 Ich komme zweimal
- 2024 Der Sack ist zu!
- 2025 Generation Sex

## Literarische Werke (Auswahl)
- Finde-mich-sofort.de. Eulenspiegel-Verlag, Berlin 2008.
- Alles außer Sex – Zwischen Caipirinha und Franzbranntwein. Eulenspiegel-Verlag, Berlin 2010.
- Herr Möslein ist tot. Eulenspiegel-Verlag, Berlin 2012.
- Du willst es doch auch. Eulenspiegel-Verlag, Berlin 2016.
- Die pure Hormonie. Eulenspiegel-Verlag, Berlin 2018
- Sechs Quadratmeter Leben (8 Teile). Independently published, Potsdam 2020.
- Ich komme zweimal. Independently published, Potsdam 2023.
- Der Sack ist zu. Independently published, Potsdam 2024.
- Wer zuletzt lacht. Independently published, Potsdam 2025.

## Hörbücher
- Best of Finde-mich-sofort.de. Eulenspiegel-Verlag, 2001.

## CD
2011: INdiscRET (Buschfunk)